# Aart Foppen
Aart Foppen (Harderwijk, 22 augustus 1938 – aldaar, 18 september 2013) was een Nederlands ondernemer en oprichter van de elektronica-winkelketen Scheer & Foppen.

## Leven en werk
Foppen werd geboren in Harderwijk als zoon van een visser. Hij groeide op in een gezin met dertien kinderen. Hij koos voor het ondernemerschap en begon in 1964  met de verkoop van elektronische artikelen. In 1972 nam hij het bedrijf van zijn voormalige werkgever Scheer over. Vanaf die tijd  breidde het bedrijf onder de naam Scheer & Foppen zich verder uit. Hij vestigde in diverse plaatsen verspreid over Nederland zo'n zeventig filialen. Daarnaast voegde Foppen aan zijn bedrijf een installatiebureau, een rederij, een hotel en een beveiligingsbedrijf en een vastgoedbedrijf toe.
In zijn woonplaats Harderwijk zette hij zich in voor het bewaren van de visserijgeschiedenis van die plaats. Zo begon hij met de organisatie van de visserijdagen in Harderwijk en richtte hij de Botterstichting op. Met deze stichting droeg hij zorg voor het behoud van een oude Harderwijkse botter. Ook ijverde hij voor de herbouw van de visafslag. Hij was in de jaren 80 van de 20e eeuw enkele jaren lid van de gemeenteraad van Harderwijk voor het CDA. Foppen werd in 2012 voor zijn verdiensten voor Harderwijk benoemd tot ereburger van deze plaats. In 1998 werd hij benoemd tot ridder in de Orde van Oranje-Nassau. Foppen overleed in september 2013 op 75-jarige leeftijd in zijn woonplaats Harderwijk.
Foppen stond op positie 453 in de Quote 500 met een geschat vermogen van 90 miljoen euro.